# Markus Theinert
Markus Theinert (* 20. Juli 1964 in Weingarten) ist ein deutscher Tubist und Dirigent.

## Leben
Als Tubist errang er internationale Anerkennung und spielte einige Werke, die teilweise für ihn komponiert wurden in Uraufführungen. Als Dirigent wurde er durch Sergiu Celibidache geprägt, dessen Ideen von musikalischer Phänomenologie wesentlichen Einfluss ausübten.
Theinert arbeitete mit Solisten wie dem Beaux Art Trio, der Geigerin Valerie Gillard, dem Geiger Corrado Bolsi, dem Pianisten Juan Chuquisengo, den Cellisten Dietmar Schwalke, Christoph Theinert zusammen.
Hervorhebenswert ist sein Dirigat im Bereich sinfonischer Blasmusik. Für die Besetzung der Brassband nach englischem Vorbild hat er eine Vorliebe entwickelt. Mehrfach dirigierte er die British Leyland Brassband und lange Jahre die Brass Band Oberschwaben-Allgäu.
Vom Jahr 2001 bis zum Jahr 2015 war er künstlerischer Leiter und Dirigent des Sinfonischen Blasorchesters des Musikbundes von Ober- und Niederbayern.
Als Juror und Dozent arbeitet er bei verschiedenen Wettbewerben und Festivals. Das sinfonische Blasorchester der Bayerischen Polizei entwickelte er zu einem der führenden Polizeimusikkorps in Deutschland. Vom 1. September 2006 bis zum Sommer 2015 war er der Leiter der Mannheimer Bläserphilharmonie.
Parallel zu seiner Musikerkarriere war Theinert auch unternehmerisch tätig und arbeitete 23 Jahre bei der Firma Miraphone Instruments in Waldkraiburg, zuletzt als CEO. Seit 2015 ist er Vice President-Marketing beim US-amerikanischen Instrumentenbauer Conn-Selmer.